# Amata immortale
Amata immortale (Immortal Beloved) è un film del 1994 diretto da Bernard Rose e basato sulla vita di Ludwig van Beethoven.

## Trama
In seguito alla morte di Ludwig van Beethoven, avvenuta il 26 marzo 1827 a Vienna, Anton Felix Schindler, suo amico intimo nonché assistente, si occupa di gestire tutti i suoi averi e il suo testamento. Dopo aver scoperto che il quesito inerente alla vera identità della donna chiamata "amata immortale" menzionata in una delle lettere del compositore è rimasto ignoto, Schindler indaga sulla donna per identificarla, parlando con le donne che tempo addietro ebbero dei rapporti con Ludwig e mostrando vari flashback della vita passata del genio di Bonn.
Dopo aver terminato l'indagine, Schindler scopre che la donna è Johanna Riess, figlia di un tappezziere viennese chiamato Anton Van Riess. La donna in questione si sarebbe dovuta presto sposare con il musicista ma, a causa di una serie di sfortunati avvenimenti, alla fine Johanna sposa il fratello minore di Beethoven, Kaspar Anton Karl van Beethoven. In seguito alla morte di quest'ultimo, Beethoven adotta il figlio illegittimo della coppia, Karl Van Beethoven, (che a fine film si scoprirà che è in realtà figlio di Beethoven e Johanna, non del fratello) nella speranza di renderlo un musicista importante quanto lui.

## Produzione
Il film segue la ricerca svolta da Anton Schindler, amico e amministratore di Beethoven, fatta per scoprire l'identità della destinataria della famosa lettera e dell'eredità del grande compositore, intrecciandosi con frammenti della vita stessa dell'artista.
In seguito alla morte di Beethoven, tra le sue carte fu rinvenuta una lettera in tre parti indirizzata a una donna definita "amata immortale" dal compositore. Scritta nell'estate del 1812 nella cittadina termale di Teplitz, la lettera ha dato origine a un vivace dibattito e a numerose speculazioni sulla sua identità tra numerosi studiosi e scrittori. Nel tempo, sono state proposte diverse candidate, tra le quali si annoverano Giulietta Guicciardi e Anna-Marie Erdödy, che fanno la loro comparsa nella pellicola, le sorelle Thérèse e Josephine von Brunsvik e, infine, Antonie Brentano.
Il regista e sceneggiatore del film, Bernard Rose, ha dichiarato di aver identificato con successo l'"amata immortale" in Johanna Reiß, moglie del fratello di Beethoven, Karl, avanzando quindi una teoria inedita nell'ambito degli studi su Beethoven. Di conseguenza, il film sottintende che Karl, il nipote di Beethoven, fosse in realtà il figlio illegittimo. Secondo lo studioso Maynard Solomon, invece, l'amata immortale sarebbe Antonie Brentano, la cui figura è totalmente assente nella pellicola.
Il film è stato prodotto dall'Icon Entertainment International e dalla Majestic Films International ed è stato girato a Vienna e nella Repubblica Ceca, a Praga e a Kromeríz.

## Colonna sonora
La colonna sonora del film, costituita prevalentemente da brani del compositore, è eseguita al pianoforte da Murray Perahia e, in generale, dalla London Symphony Orchestra diretta da Sir Georg Solti. 
Gary Oldman ha dichiarato di aver suonato egli stesso nelle scene in cui si vede farlo, avendo studiato per molti anni pianoforte.
Qui di seguito una lista di alcuni brani presenti nel film (in ordine alfabetico):
- Bagatella in La minore WoO 59 "Für Elise".
- Concerto per pianoforte No. 5 in Mi bemolle maggiore, Op.73 "Imperatore" - I. Allegro & II. Adagio un poco mosso.
- Concerto per violino in Re maggiore, Op.61 - II. Larghetto.
- Cristo sul Monte degli Ulivi, oratorio per soprano, tenore, basso, coro e orchestra, Op.85 - I. Introduzione.
- Missa Solemnis in Re maggiore, Op. 123: Kyrie & Agnus Dei.
- Quartetto per archi No. 13 in Si bemolle maggiore, Op.130 - V. Cavatina.
- Sinfonia No. 3 in Mi bemolle maggiore, Op.55 "Eroica" - I. Allegro con brio.
- Sinfonia No. 5 in Do minore, Op.67 "del Destino" - I. Allegro con brio.
- Sinfonia No. 6 in Fa maggiore, Op.68 "Pastorale" - IV. Il temporale (Allegro).
- Sinfonia No. 7 in La maggiore, Op.92 - II. Allegretto.
- Sinfonia No. 9 in Re minore, Op.125"Inno alla gioia" - III. Adagio molto e cantabile & IV. Presto - Allegro molto assai - Andante maestoso - Allegro energico.
- Sonata per pianoforte No. 8 in Do minore, Op.13 "Pathétique" - I. Grave - Allegro di molto e con brio & II. Adagio Cantabile.
- Sonata per pianoforte No. 14 in Do diesis minore, Op.27 No. 2 - I. Adagio Sostenuto.
- Sonata per violino e pianoforte No. 9 in La maggiore, Op.47 "A Kreutzer" - I. Adagio sostenuto - Presto - Adagio.
- Trio per pianoforte No. 5, Op.70 No. 1 "degli Spettri" - II. Largo assai.

## Distribuzione
Negli Stati Uniti, il film venne distribuito dalla Columbia Pictures nel 1994, mentre in Italia l'8 marzo 1995.

## Accoglienza

### Incassi
Il film debuttò abbastanza bene dal punto di vista degli incassi e fu un modesto successo, incassando circa $9,914,409 nel primo week-end.
In Italia il film ha incassato 
€351,000.

### Critica
Le recensioni di Amata immortale furono miste. Sul sito Rotten Tomatoes, su 31 recensioni da parte di critici professionisti, la pellicola ha un indice di gradimento del 58%. Emanuel Levy assegnò al film una "C", definendolo una "cronaca speculativa" che manca della "vibrante energia e del fascino" del biopic su Wolfgang Amadeus Mozart Amadeus di Miloš Forman (1984). Tuttavia, il critico apprezzò l'utilizzo fatto nella pellicola della musica di Beethoven, e la scelta di Oldman come protagonista, ritenuto "l'attore perfetto per interpretare l'arrogante, irascibile musicista". Roger Ebert recensì favorevolmente il film, assegnandogli tre stellette e mezzo su quattro, scrivendo: "Amata immortale è stato chiaramente realizzato da gente che sente Beethoven direttamente nel cuore". Aggiungendo come Oldman "risultasse perfetto nella parte". Anche Janet Maslin recensì positivamente il film, scrivendo: "grazie all'uso estremamente efficace della musica più eccitante e tumultuosa di Beethoven, questo film esercita molto spesso lo stesso potere ipnotico". Lodò poi la performance di Oldman, dichiarando "cattura perfettamente Beethoven come una figura credibilmente brillante che lotta contro la sua sordità e altri demoni".
Sul sito IMDb il film è stato accolto con 7,4/10.
Josh Winning di Total Film scrisse che l'interpretazione di Beethoven da parte di Oldman era una delle sue cinque migliori in assoluto, aggiungendo: "Se mai ci fosse un camaleonte cinematografico migliore di Oldman, e ancora dobbiamo trovarne uno; immergendosi pienamente nel ruolo del compositore tedesco, Oldman è qui dannatamente vicino all'essere irriconoscibile."